# Последният султан: Абдулхамид
„Последният султан: Абдулхамид“ (на турски: Payitaht: Abdülhamid) е турски исторически драматичен сериал с участието на Бюлент Инал и Йозлем Джонкер, изобразяващ исторически събития по време на управлението на 34-ия османски султан Абдул Хамид II. Сериалът получава позитивни отзиви в Турция, а подкрепата от потомците на Абдул Хамид II – Харун и Орхан Османоглу е отбелязана като „продължение“ на предишния телевизионен сериал „Филинта“.

## Излъчване
| Сезон | Епизоди | Начало на сезона  | Край на сезона | Всички епизоди | Тв сезон    | Тв канал | Дата на излъчване и час |
| ----- | ------- | ----------------- | -------------- | -------------- | ----------- | -------- | ----------------------- |
| 1     | 17      | 24 февруари 2017  | 23 юни 2017    | 1 – 17         | 2017        | TRT 1    | петък (20:00)           |
| 2     | 36      | 29 септември 2017 | 8 юни 2018     | 18 – 54        | 2017 – 2018 | TRT 1    | петък (20:00)           |
| 3     | 34      | 5 октомври 2018   | 31 май 2019    | 55 – 88        | 2018 – 2019 | TRT 1    | петък (20:00)           |
| 4     | 31      | 20 септември 2019 | 3 юли 2020     | 89 – 119       | 2019 – 2020 | TRT 1    | петък (20:00)           |
| 5     | 35      | 9 октомври 2020   | 4 юни 2021     | 120 – 154      | 2020 – 2021 | TRT 1    | петък (20:00)           |

## Сюжет
Внимание:  Текстът по-долу разкрива сюжета на произведението (или части от него)!
Поредицата измисля важните събития, белязали последните 13 години от управлението на султан Абдулхамид, който управлява Османската империя от своята столица, от историческа ревизионистична гледна точка. Той описва политическите събития след Гръцко-турската война от 1897 г., като се позовава на дисидентската проконституционна монархия младотурци и масоните, които са обект на много конспиративни теории. Той неправилно отразява искането на Теодор Херцл за земя от Палестина със събития, които всъщност не са се случили. По време на управлението си султанът се сблъсква с много противници от всички страни, от Англия и Русия до предполагаемите му лоялни привърженици.

### Сезон 1
Сериалът започва през 20-ата година от управлението на султана. Планира се голям проект, железопътната линия Хиджаз. Султанският зет Махмуд паша, британците и Теодор Херзл се опитват да саботират този проект. В харема от друга страна силното съперничество между Бидар Султан и Сениха Султан се простира и до семейството им. Също така в двореца идват дъщерите на брата на султана Мурад V. Най-голямата му дъщеря Хатидже Султан се влюбва в Кемалетин паша и планира да се омъжи за него, докато от друга страна Наиме Султан, дъщерята на султана, също е влюбена в Кемалетин и се опитва да спечели сърцето му, в крайна сметка се разболява. Хатидже Султан с любовта си към Наиме се преструва, че Кемалетин обича Найме, като дава на Найме писмо, което Кемалетин е написал на Хатидже. Махмуд паша, съпругът на Сениха Султан, трупа клевета върху клевета срещу Мехмед паша, братът на Бидар Султан, като в крайна сметка го изгонва. Абдулкадир, синът на султана, е постоянно манипулиран от Махмуд паша и неговия син Сабахатин и докато се опитва да съсипе играта им, се забърква в по-дълбока бъркотия, като се оказва в горяща стая с майка си в края на сезона. Това е извършено от Есма, слугиня предател, по заповед на Сабахатин. Кралство Гърция атакува османска територия и сезонът завършва с обявяването на война от Османската империя на Гърция.

### Сезон 2
Новият век започва. Султан Абдул Хамид променя състоянието на Османската империя, която не е побеждавала през последните два века, и спечелва Гръцката война. Войната, която завършва на фронта, продължава на масата. Парвус, провъзгласеният везир на Глобалната монархия, се преструва на инженер и влиза в двореца. Султанът подготвя държавата за голяма война със своите ходове за развитие и стартира петролния ход, който започва войни за новия век след движението на железниците. Докато Парвус се бори да сложи край на империята с агенти, разпръснати из цял Константинопол под ръководството на Марко, неговата дясна ръка, изключителният и успешен племенник на султан Абдулхамид, Мурад, се бори с екипа си за сметка на живота им. Султан Абдулхамид не знае за бурите в харема си, докато се бори за защита на империята. Влизайки, за да отмъсти за майка си, която е уволнена от двореца, Фирузе помага на враговете във войната им срещу Османската династия. Тя кара Абдулкадир да се влюби в нея и кара всички баланси да се обърнат с главата надолу между Бидар Султан и Сениха Султан. В края на сезона Бидар Султан, която напуска двореца, претърпява инцидент и каретата ѝ пада от скала, като я наранява сериозно. Парвус, макар и в клетка, прави план да убие всички, намиращи се в двореца; използвайки човек на име г-н Кроули, той вкарва отровен газ в двореца, като използва ново изобретение, радиатора, и отравя всички по време на церемония. Но накрая Фехим паша, рискувайки живота си, застрелва господин Кроули и след това умира.

### Сезон 3
В двореца се опитват да излекуват раните от последния сериозен инцидент и се оплаква смъртта на Фехим паша. Султан Абдулхамид гарантира, че Парвус ще бъде хвърлен в подземието във Великобритания. Партньорът на този план Кроули е намерен там, където се крие в Египет и е наказан от Халил Халид. Фуад Ефенди, синът на бивш египетски хедив, идва в двореца. Бидар Султан не може да забрави какво се е случило с нея. Освен това тя не може да накара никого да повярва на това, което си спомня за инцидента си, а именно, че е бил умишлен и че е била отвлечена и отведена в нечия къща; всички го наричат просто кошмари. Междувременно Шивеназ, годеница на Фуад Ефенди и дъщеря на Едмонд Ротшилд, идва в двореца и създава проблеми в харема. Младотурците се превръщат в истинска организация, когато Сабахатин отива в Париж и става лидер. Султан Абдулхамид изпраща Зюхтю паша, когото всички смятат за предател, в Париж като шпионин. Когато обаче получава информация, че един от пашите всъщност е шпионин, той се обажда на шефа на разузнаването Ахмед Джелалетин паша, за да открие предателя. В края на сезона предателството на Фуад Ефенди е разкрито и той е застрелян от Ахмед паша, докато в края на сезона годеницата му Шивеназ е убита от шехзаде Абдулкадир и младотурците започват революция, атакувайки двореца. Тахсин паша, Махмуд паша и Ахмед паша са застреляни, а султанът и семейството му остават в горящия дворец.

### Сезон 4
Революцията е потушена и пожарът в двореца е овладян. Въпреки това последствията и унищожаването му продължават. Султан Абдулхамид прави тържества на Веладет-и-Хумаюн, за да покаже, че Османската империя не е унищожена и не може да бъде унищожена лесно. Новината за победата събира отново противниците на Абдул Хамид. По време на празника се разкрива, че Зулуфлу Исмаил паша е по-големият брат на султан Абдулхамид, което изненадва всички, включително враговете. Джемиле Султан, която идва в двореца за тържествата на Веладет-и-Хумаюн, успява да безпокои всички в харема, карайки Сениха Султан да напусне. Междувременно Залман Давид Левонтин идва в двореца, дегизиран като г-н Густав, правейки тайни ходове срещу султан Абдулхамид. В крайна сметка Залман е разкрит и наказан, така че британците изпращат Уилям Хеклър като посланик. Втория железопътен проект в Багдад е създаден в допълнение към железопътната линия Хиджаз, която представлява заплаха за британците по отношение на стратегическото си местоположение. Хеклер открито става враг със султан Абдулхамид, като прави много ходове, преди да бъде победен и затворен. Въпреки това един от хората на Хеклер организира убийство на султана и стреля по него със снайперист, който наранява Ахмед паша (не е показан) и сезонът приключва.

### Сезон 5
Пети сезон започва с Ферид паша, който става Велик везир. По-големият брат на султан Абдулхамид, Мурад V умира, оставяйки след себе си наследник, който ще заеме мястото му в масоните, което той оставя в завещанието си под формата на композиция. Не след дълго композицията е декодирана от мъж. На Ахмед, Исмаил и Селим паша е наредено да последват този човек във влака за Солун, но той е убит, което поражда подозрение за тримата. Тъй като по това време в Солун се провежда среща за масоните, всеки един от тях може да е масон паша. И тримата паши са разпитани. Исмаил и Ахмед паша се наричат един друг предател, а някой на име Маняс изправя и двамата с противоречива информация за предполагаемото предателство на другия. Маняс е и този, който контактува с истинския масон паша и е свързан с младотурците. След като губи доверие и е понижен от ранга си, Ахмед паша тайно се обръща срещу султан Абдулхамид и застава на страната на Маняс и лидера на опозицията Ахмед Ръза. Много хора са заподозрени от султана. След предишната в Солун се създава Велика ложа на масоните в състав Карасу, Сабахатин, Фернандес, Селим паша и др. Синът на султана Ахмед Нури пристига, за да помогне да победи масоните и опозицията. Докато Селим паша изглежда е открит като масон паша, вместо това той е бил заплашен от Махмуд паша да работи от негово име. След поредица от събития Махмуд паша е принуден да избяга от двореца и се укрива при британското посолство и масоните. Махмуд паша се премества в Париж, но преди да се премести казва на султана, че всъщност е бил шпионин в масоните. Той разкрива, че се е присъединил към масоните, за да ги унищожи вътрешно. Той също така разкрива, че е много болен. В Париж Махмуд паша получава информация от опозиционния си син Сабахатин и Карасу. Той изпраща тази информация до двореца, за да помогне за унищожаването на Мейсън и да запази империята в безопасност. Тогава Махмуд паша умира поради болест. След насилствен обрат на събитията Абдулхамид възстановява конституционната монархия и освобождава Тахсин паша от длъжност.
Тогава сериалът прескача много години в бъдещето. Разкрива се, че Тахсин паша е бил уволнен и му е възложено тайно задължение да документира всички събития, случили се по време на управлението на султан Абдулхамид. След това Тахсин паша разказва на журналист многото събития, случили се по време на управлението на султана. Разкрива се, че Согутлу Осман е загинал при изпълнение на дълга си към държавата. Кратка среща се случва и между детронирания Абдулхамид и Талаат паша, който тогава е видна фигура в правителството. Разказва се, че са говорили за причините за влизането на османците в Първата световна война, както и за определени укрепления, направени от султана, за да попречат на влизането на европейците в столицата. И на двамата е известно, че Османската империя е на път да се разпадне. Показано е и погребението на Абдулхамид.
Сезонът и сериалът завършват с мечтата на султан Абдулхамид да тръгне по дълга зала, за да види великите османски владетели. Показаните владетели са Сюлейман I (Законодателя), Селим I (Страшния), Мехмед II (Завоевателя) и накрая основателя на империята – Осман I Гази. Всеки владетел има кратко съобщение към Абдулхамид. Последната сцена показва Абдулхамид да стои в залата, гледащ картина на себе си.

## Актьорски състав
- Бюлент Инал – султан Абдул Хамид II
- Йозлем Джонкер – Бидар Кадън
- Зейнеп Йоздер – Фатма Песенд Ханъм
- Гюркан Уйгун – Халил Халид
- Селен Йозтюрк – Сениха Султан
- Сайгън Сойсал – Теодор Херзл
- Хакан Бояв – Махмуд паша
- Джан Сипахи – шехзаде Абдулкадир
- Дуйгу Гюрджан – Наиме Султан
- Каан Тургут – Сабахадин
- Умут Курт – Джелал
- Езги Еюбоулу – Мелике
- Ибрахим Кендирджи – Юсуф
- Акън Акънйозу – Йомер
- Елиф Йозкул – Фехиме Султан
- Гьозде Кая – Хатидже Султан
- Беркан Шал – Хирам
- Бахадър Йенишехирлиоулу – Тахсин паша
- Али Нури Тюркоулу – Емануел Карасу
- Кеворк Маликян – Александр Парвус
- Емре Кентменоулу – Самир
- Елена Виунова – Сара Хедея
- Джем Учан – Ахмет Джеляледин паша
- Деврим Якут – Джемиле Султан
- Юсуф Айтекин – Сьоютлю Осман
- Айдън Сигалъ – Гази Осман паша
- Зейнеп Озан – Зулфет калфа
- Юсуф Екер – Асаф Емре
- Волкан Кескин – Мурад ефенди
- Джемре Байсел – Фирузе
- Танер Ертурклер – Селим паша
- Латиф Кору – Зухту паша
- Гюзиде Арслан – Дилсат
- Алпер Дузен – Хюсеин паша
- Еркан Авджи – Фехим паша
- Нур Фетахоулу – Ефсун Ханъм
- Илкер Къзмаз – шехзаде Мехмед Селим
- Емел Деде – Хандан
- Екин Мерт Даймаз – Ариф
- Толга Йозтюрк – Тевфик паша
- Толга Йетер – Рефик паша
- Неджип Каракая – Исмаил Хакъ бей

## Противоречия
Според мнението на членове на персонала на Фондацията за защита на демокрациите, публикувано в The Washington Post, в сериала се твърди, че насърчава „антидемократичен“, „антисемитски“ и „конспиративен“ мироглед, като се смята, че шоуто изобразява, че „свободната преса, секуларизмът и демокрацията са дело на чужди сили, религиозни малцинства и безбожни либерали и в крайна сметка служат за подкопаване на националната идентичност, чест и сигурност. От всички злодеи в сериала никой не е по-зловещ от евреите.“.
Ритман и Галупо заявяват, че телевизионният сериал представя Абдулхамид „като благороден водач, принуден да направи каквото трябва, за да защити Османската империя“, в противоречие с негативната репутация на историци извън Турция за разрешаването на кланетата по време на неговото управление.
Теодор Херзл, либералният основоположник на съвременния ционизъм, е един от злодеите в сериала и е изобразен като мъж, толкова перфиден, че държи безпаричния си баща затворник без знанието на майка си поради предполагаеми идеологически различия. Сериалът го изобразява на Първия ционистки конгрес по такъв начин, че да предизвика сионските старейшини, които планират да създадат еврейска държава, обхващаща земите от Нил до Ефрат, което е популярна теория на конспирацията срещу ционизма. Междувременно монетарът на султана е представен като таен агент на Ватикана, за който се твърди, че работи от името на Херзл, въпреки че Ватикана твърди, че се противопоставя на създаването на Израел. The Washington Times отбеляза, че това изображение е „ревизионистично до крайност“.
Антизападничеството, присъстващо в посланието на сериала, също е отбелязано, тъй като продукцията представя „еврейските конспирации“ като смесващи се с гнусните заговори на Католическата църква, масонството, Великобритания, както и други западни сили и младотурците в „една всеобхватна схема". Емисарът на Ватикана се казва „Хирам“ – име, което се свързва с масонството.

## Реакции

### Политически одобрения в Турция
В статията на Washington Post се отбелязва, че различни актьори от политическата сцена на Турция изглежда изрично подкрепят посланията, присъстващи в сериала.
В Турция сериалът среща одобрението на потомък на Абдулхамид, който казва, че „историята се повтаря… тези намесени чужденци сега наричат нашия президент диктатор, точно както наричаха Абдулхамид „Червения султан“.
Турският президент Реджеп Тайип Ердоган хвали образите в сериала само два дни преди референдума, като казва, че „същите схеми се изпълняват днес по абсолютно същия начин... Това, което Западът прави с нас, е същото; просто ерата и актьорите са различни.“. Вицепремиерът Нуман Куртулмуш също хвали шоуто за „хвърлянето на светлина“ върху живота на султан Абдулхамид по „обективен начин“ и посещава лично снимачната площадка. Отбелязва се, че султан Абдулхамид често използва същите, вдъхновени от Корана крилати фрази, като президента Ердоган, по-специално: „Ако те имат план, Бог също има план!“.
Когато обсъжда сериала, правнукът на султан Абдул Хамид и глава на семейство Османоглу, Харун Осман казва следното:
„Популярността на телевизионните сериали за Османската империя нарасна значително през последните години в Турция и турското правителство насърчи носталгията по величието на бившата империя, която понякога се нарича неоосманизъм“.

### Балканите
Въпреки че турските сапунени опери са изключително популярни на Балканите, сериалът предизвиква известни противоречия на места като Косово поради своето послание и предполагаемия исторически ревизионизъм.